# Eriophyes tiliae
Espèce
Synonymes
- Eriophyes tiliae subsp. typicus Nalepa, 1898[1]
- Phytoptus tiliae H.A.Pagenstecher, 1857 (protonyme)[1]
- Phytoptus tiliae Nalepa, 1890[1]

Eriophyes tiliae, le Phytopte du tilleul est une espèce d'acariens de la famille des Eriophyidae qui produit des galle en cornicules sur les feuilles du Tilleul à grandes feuilles (Tilia platyphyllos) et sur le Tilleul commun (Tilia xeuropaea). D'autres espèces d'acariens infectent de façon similaire les autres Tilleuls.

## Description
Pour un article plus général, voir Eriophyidae.
Eriophyes tiliae est responsable de galles allongées et cornues, qui se produisent souvent en grand nombre sur la face supérieure des feuilles. Elles sont obtuses, sont ouvertes par une ostiole sur la face inférieure, mesurent jusqu'à 15 mm de long et varient du vert clair, au jaune et au rouge. Elles se développent à partir de la fin du printemps. L'intérieur de la cavité est poilue et héberge des acariens vermiformes mesurant moins de 0,2 mm de long composés d'environ 75 anneaux abdominaux,,.

Eriophyes tiliae, le Phytopte du tilleul
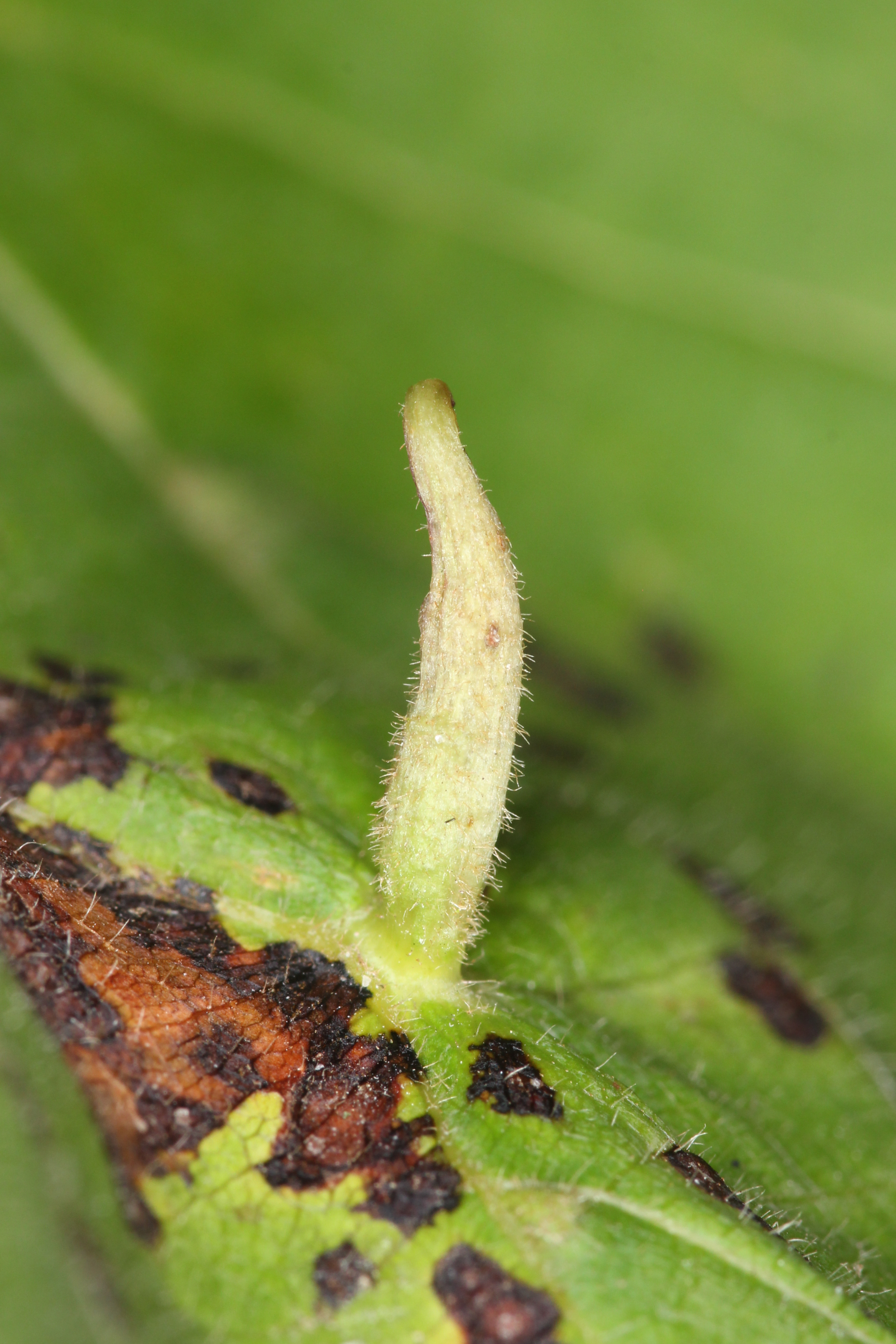
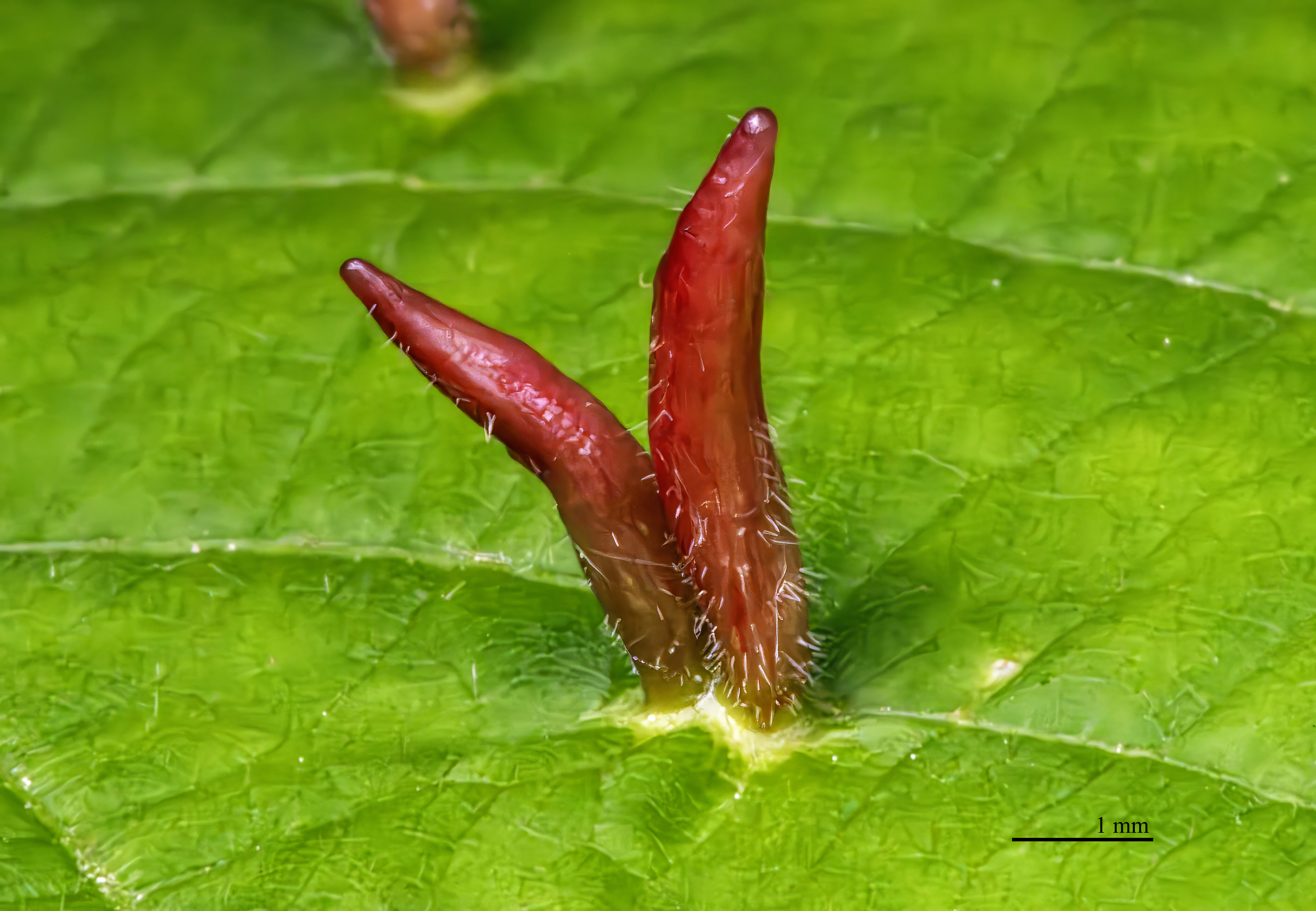
Galle du tilleul MHNT
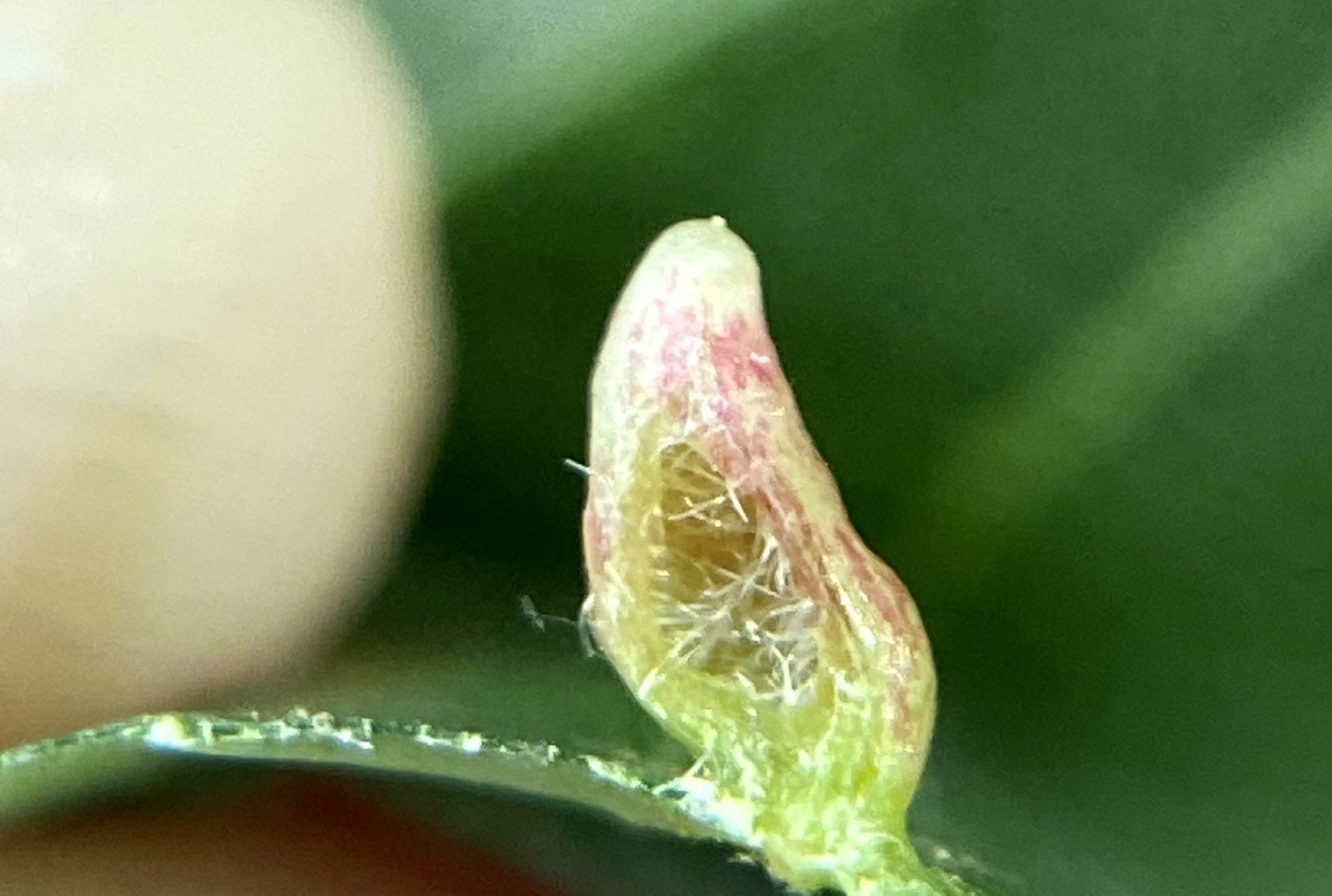
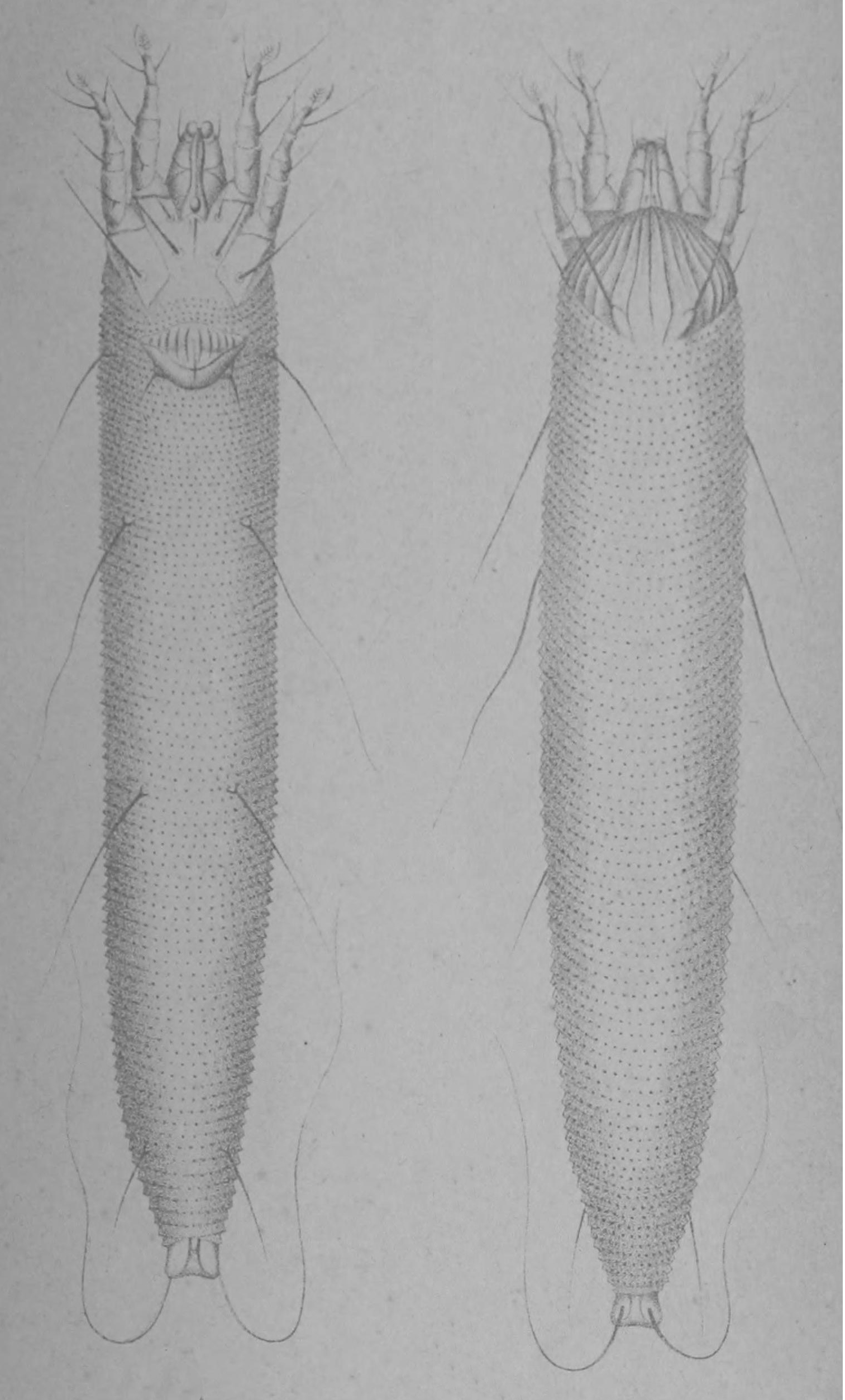
Femelle

## Répartition
Eriophyes tiliae est bien représenté dans l'écozone paléarctique, notamment en Europe dont la France et la Grande-Bretagne où elle est courante et régulière.

## Impact parasitaire
Eriophyes tiliae est inféodé au Tilleul à grandes feuilles mais peut également se retrouver, comme d'autres espèces d'acariens proches, sur le Tilleul commun (Tilia ×europaea) et d'autres hybrides horticoles. Dans ce dernier cas, l'espèce est impossible à nommer sur la seule morphologie de sa galle et nécessite la détermination de l'acarien lui-même,.
Bien qu'affectant un nombre parfois important de feuilles sur l'arbre, le Phytopte du tilleul semble avoir peu ou pas d'effets sur la croissance des plantes.

## Espèces proches
Les acariens vivant sur le Tilleul à grandes feuilles sont parfois considérés comme un groupe taxonomique nommé « groupe platyphyllos ». Il concerne Eriophyes tiliae, Eriophyes exilis, Eriophyes leiosoma, Phytoptus tetratrichus et Dasineura liliae.
Eriophyes leiosoma est à ce propos parfois considéré comme une sous-espèce nommée Eriophyes tiliae subsp. liosoma (Nalepa, 1892). Elle forme des taches duveteuses blanches à rouilles et irrégulières nommées érineum.

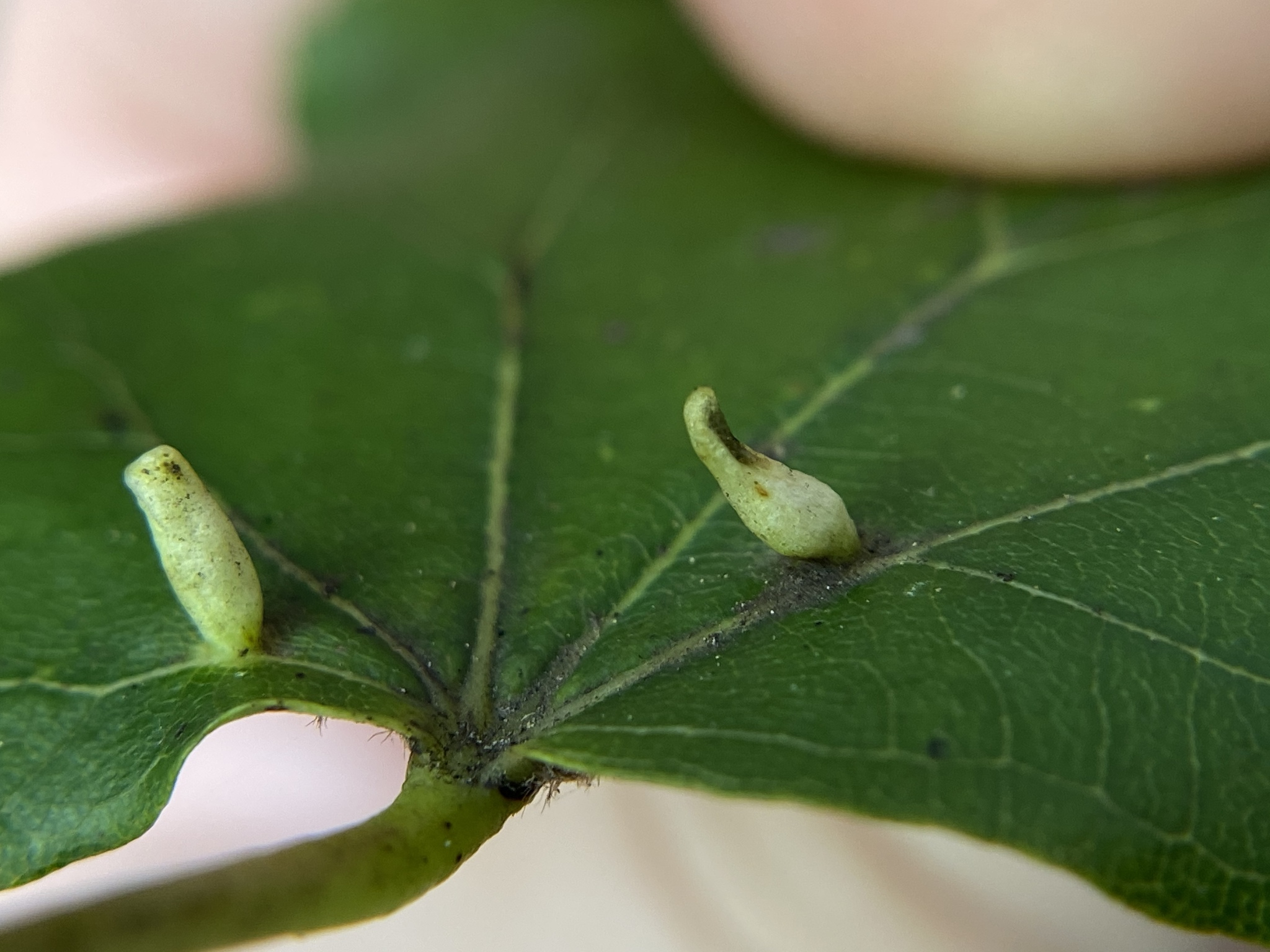
Eriophyes lateannulatus

Il existe quelques autres galles en forme de cornicule sur les Tilleuls. Sont listées ci-dessous les galles ouest-européennes :
Eriophyes lateannulatus Schulze, 1918 est parfois considéré comme une sous-espèce sous le nom Eriophyes tiliae subsp. lateannulatus (Schulze, 1918). Il se distingue par son hôte stricte le Tilleul à petites feuilles (Tilia cordata) et par ses galles cornues plus petites (jusqu'à 5 mm de long) que celles formées sur le Tilleul à grandes feuilles par Eriophyes tiliae,
Aceria tomentosae est une espèce inféodée au Tilleul argenté (Tilia tomentosa) et ses galles cornues sont vertes, plus petites et plus disséminées.
Phytoptopus bursarius produit également des cornicules sur le Tilleul à grandes feuilles mais elles ne dépassent pas les 3 mm de haut,.
Phytoptopus abnormis produit des galles sur Tilleul en forme de bosse aplatie.